# 김환성
김환성(金煥城, 1981년 2월 14일 ~ 2000년 6월 15일)은 대한민국의 가수이며, 보이 그룹 NRG의 멤버였다.

## 생애
1981년 2월 14일 아버지 김용원과 어머니 윤혜자 사이에서 1남 1녀 중 막내로 태어난 김환성은 미국 시카고 유학을 준비하던 중 우연히 참가한 오디션에 붙고 연예계에 발을 들여 1996년 혼성 댄스그룹 깨비깨비의 멤버로 야심차게 데뷔했으나 큰 성과를 거두지 못하고, 데니 안, 손호영, 슈와 함께 4인조 혼성 그룹을 준비하게 되었다. 하지만 준비 중 천명훈의 권유로 인해 NRG 오디션을 보게 되었고 결국 1997년 NRG의 멤버로 재데뷔하게 되었으며 막내, 서브보컬, 서브래퍼를 맡았다. 3집 때 리더 이성진의 임시 탈퇴로 잠시 메인보컬을 맡았다. 주로 고음 부분을 맡아 불렀다. 조용하지만 의젓하고 어른스러운 성격으로 연예계에서도 소문이 매우 좋았다고 한다. 종교는 천주교이다.

## 사망
2000년 6월 6일 감기 증상으로 병원에 입원했고 4일 뒤 갑작스런 고열과 복통을 호소하며 호흡곤란 증세로 중환자실로 옮겨져 치료를 받던 도중에 6월 14일 오전 위독한 상태에 빠져 인공호흡기에 의존해 생명유지를 했으나 하루를 넘지 못하고 다음날 6월 15일 새벽 0시 5분 경에 향년 19세의 꽃다운 나이로 세상을 떠났다. 시신은 17일 오전 벽제에서 화장되었다. 이를 계기로 탈퇴했던 이성진과 천명훈이 NRG로 재합류하였다.

## 사후
공식적으로는 아직까지 명확히 확인되지 않은 바이러스성 급성 호흡기 질환으로 사망하였다는 점이, 여러 언론을 통해 일관되게 보도된 사실이다. 이처럼 원인이 확인되지 않은 바이러스성 질환이라는 점으로 인해, 사망 원인에 대한 다양한 논란이 제기되었다.
2000년 고인은 NRG 활동 중 중국에서 치과 진료를 받은 바 있으며, 그해 사망하였다. 이후 2002년 중국에서 중증급성호흡기증후군(SARS)이 발생하였고, 얼마 지나지 않아 조류인플루엔자(H5N1)까지 확산됨에 따라, 당시 사망이 SARS 또는 조류독감에 의한 것이 아니었는지에 대한 의문과 추정이 제기되었다.
실제로 해당 질환의 원인, 발병 경과, 증상 및 결과 등이 SARS나 조류독감과 유사한 점이 많아 소문이 무성하였으나, 사망 당시 바이러스에 대한 생물학적 증거를 확보할 수 있는 가검물이 남아 있지 않았고, 시신 또한 화장 처리된 상태였다. 이로 인해 SARS가 창궐한 이후에도 이를 공식적으로 확인할 수 있는 모든 방법이 사라진 셈이다. 따라서 당시의 사망 원인을 SARS로 추정하거나 그렇게 믿는 시각은 존재하지만, 이를 확정적으로 단정지을 수는 없는 상황이다.

## 학력
- 서울대곡초등학교 (졸업)
- 휘문중학교 (졸업)
- 단국대학교 사범대학 부속고등학교 (졸업)
- 단국대학교 연극영화학과 (명예 졸업)